# NGC 3164
NGC 3164 est une galaxie spirale située dans la constellation de la Grande Ourse. NGC 3164 a été découverte par l'astronome britannique John Herschel en 1831.

## Caractéristiques
Sa vitesse par rapport au fond diffus cosmologique est de 7 955 ± 12 km/s, ce qui correspond à une distance de Hubble de 117,3 ± 8,2 Mpc (∼383 millions d'al).